# Busem Şeker
Busem Şeker (* 19. Juli 1998 in Hamburg) ist eine deutsch-türkische Fußballspielerin. Sie steht aktuell bei Hamburger SV unter Vertrag.

## Werdegang

### Verein
Şeker, Tochter einer Schneiderin und eines Fernfahrers, begann ihre Fußballlaufbahn im Alter von vier Jahren beim FTSV Lorbeer Rothenburgsort, bevor sie 2015 zum ASV Bergedorf 85 wechselte. 2016 erhielt sie einen Vertrag beim Zweitligisten SV Henstedt-Ulzburg, für die sie in den folgenden zwei Jahren 15 Ligaspiele absolvierte, in denen sie ein Tor schoss. 2018 wechselte Şeker in die Türkei zu Konak Belediyespor, wo sie in der Kadınlar 1. Ligi bis 2019 insgesamt 16 Spiele bestritt.
Zur Saison 2019/20 wurde ein Wechsel zum Regionalligisten RB Leipzig verkündet. Dieser kam dann aber nicht zu Stande. Sie unterschrieb  dann beim Hamburger SV.

### Nationalmannschaft
Seit 2017 bestritt Şeker, nachdem sie auf Initiative von Çağla Korkmaz vom VfL Wolfsburg in die Nationalmannschaft berufen wurde, insgesamt 12 Spiele für die Türkische Fußballnationalmannschaft. Ihr Debüt gab sie im Rahmen des Goldcity Women’s Cup 2017 am 1. März 2017. In der Qualifikation zur Frauenfußball-Weltmeisterschaft 2019 bestritt sie drei Spiele für die Türkei, darunter gegen Luxemburg erstmals in der Startelf und über die volle Spieldistanz.
Neben dem Fußball arbeitete Şeker zwischenzeitlich im Gastgewerbe.